# Ytterträsket (Lycksele socken, Lappland)
Ytterträsket är en sjö i Lycksele kommun i Lappland och ingår i Umeälvens huvudavrinningsområde. Sjön har en area på 0,666 kvadratkilometer och ligger 296,1 meter över havet. Ytterträsket ligger i Vindelälven Natura 2000-område. Vid provfiske har abborre och mört fångats i sjön.

## Delavrinningsområde
Ytterträsket ingår i det delavrinningsområde (721150-163315) som SMHI kallar för Utloppet av Ytterträsket. Medelhöjden är 322 meter över havet och ytan är 7,41 kvadratkilometer. Det finns inga avrinningsområden uppströms utan avrinningsområdet är högsta punkten. Vattendraget som avvattnar avrinningsområdet har biflödesordning 3, vilket innebär att vattnet flödar genom totalt 3 vattendrag innan det når havet efter 218 kilometer. Avrinningsområdet består mestadels av skog (70 procent) och sankmarker (18 procent). Avrinningsområdet har 0,75 kvadratkilometer vattenytor vilket ger det en sjöprocent på 10,1 procent.